# Państwowe Muzeum Sztuk Pięknych w Buenos Aires
Państwowe Muzeum Sztuk Pięknych w Buenos Aires (j. hisz. Museo Nacional de Bellas Artes, MNBA) - muzeum sztuki w Buenos Aires, w Argentynie.

## Historia
Muzeum zostało otwarte 25 grudnia 1895 roku przy ówczesnej Florida Street. Pierwszym jego dyrektorem był argentyński malarz i krytyk Eduardo Schiaffino. W 1909 roku muzeum zostało przeniesione do Plaza San Martín, budynku pierwotnie wzniesionego w Paryżu w 1889 roku w pawilonie argentyńskim na światowej wystawie w Paryżu. Budynek został rozebrany, przewieziony do Buenos Aires i w 1910 roku wystawiony na Międzynarodowej Wystawie Stulecia. W 1932 roku budynek został wyburzony a muzeum przeniesiono do budynku wybudowanego w 1870 roku jako przepompownia. Pomieszczenia zostały przerobione i dostosowane do potrzeb zbiorów przez architekta Alejandro Bustillo. Ponowna modernizacja miała miejsce w 1955 - 1956 roku ; w 1980 otwarto, największy ze wszystkich 34, pawilon Sztuki Współczesnej o powierzchni 1536 metrów kwadratowych. Łączna powierzchnia pomieszczeń wystawowych wynosi 4610 metrów kwadratowych i na której mieści się 688 dużych prac, ponad 12 tys. szkiców, wyrobów garncarskich i innych drobnych eksponatów. W muzeum funkcjonuje specjalistyczna biblioteka z 150 tys. woluminów oraz publiczne audytorium.

## Kolekcja
W muzeum można obejrzeć bogata kolekcje malarzy argentyńskich z XX wieku, prace współczesne oraz obrazy starych mistrzów m.in. pięć prac Picassa, piętnastu prac Goi oraz płótna Moneta, Maneta, Renoira, van Gogha czy El Greca.

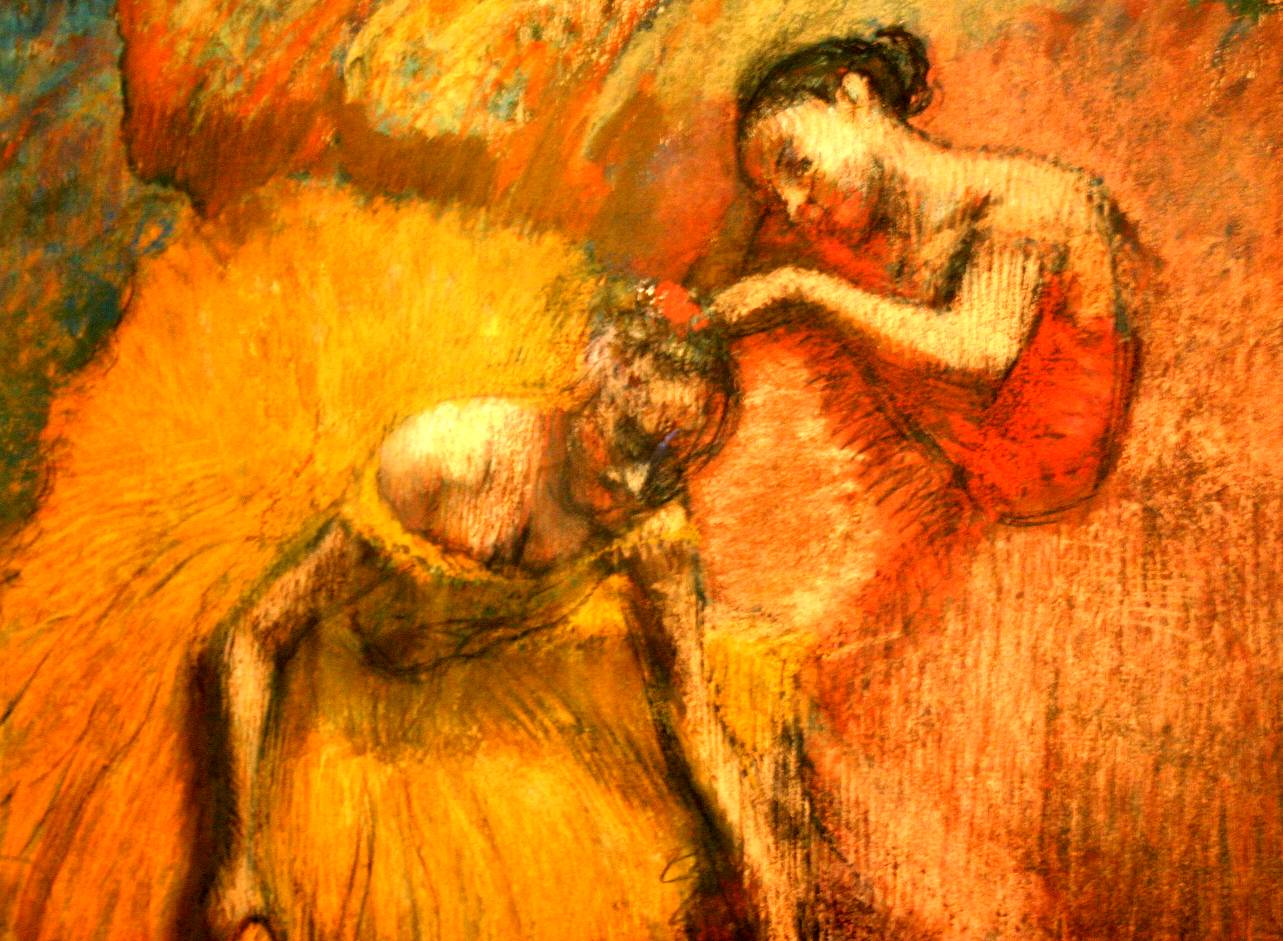
Dwie tancerki w czerwonym i żółtym, 1898 Edgar Degas
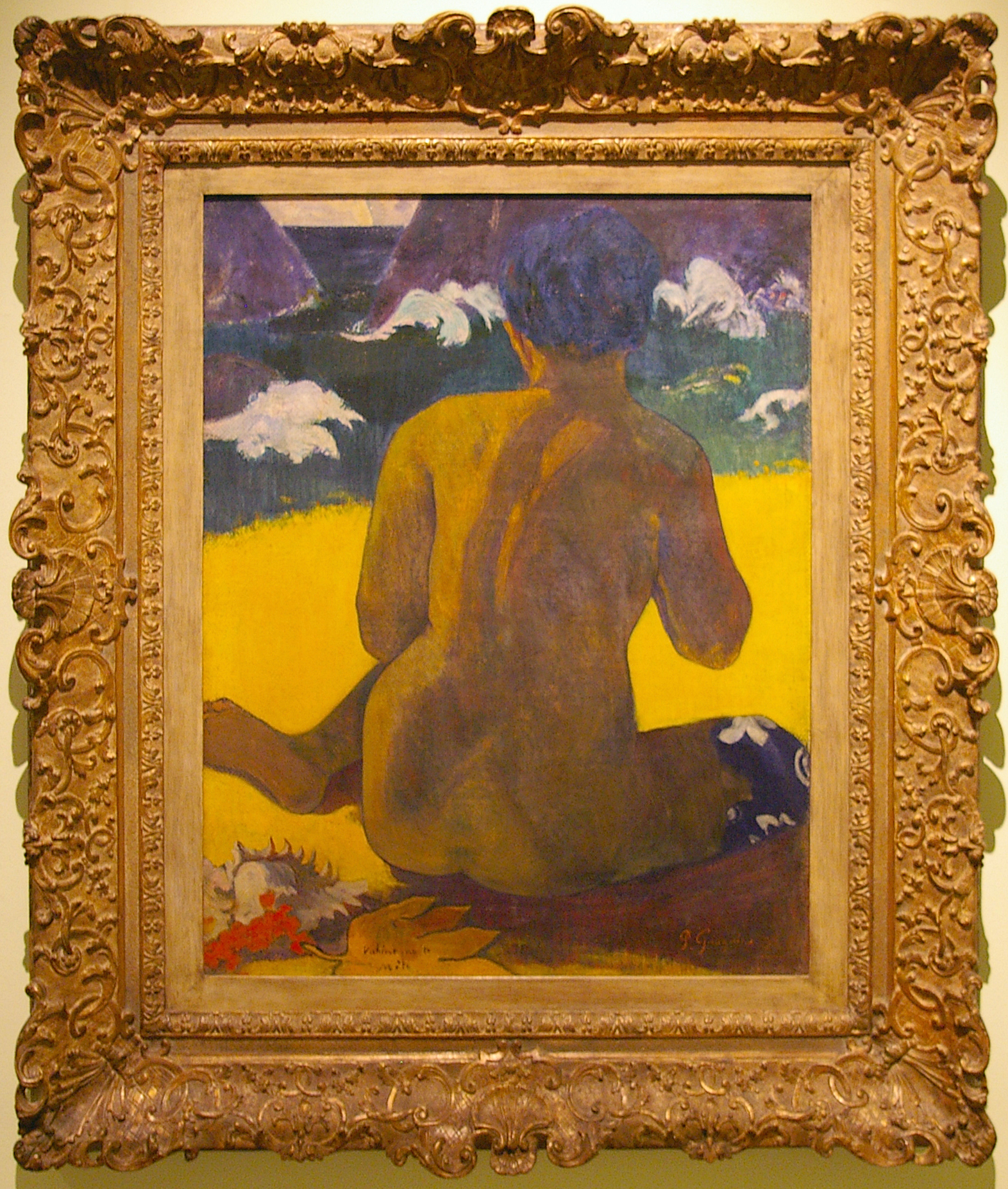
Kobieta na plaży, 1892 Paul Gauguin
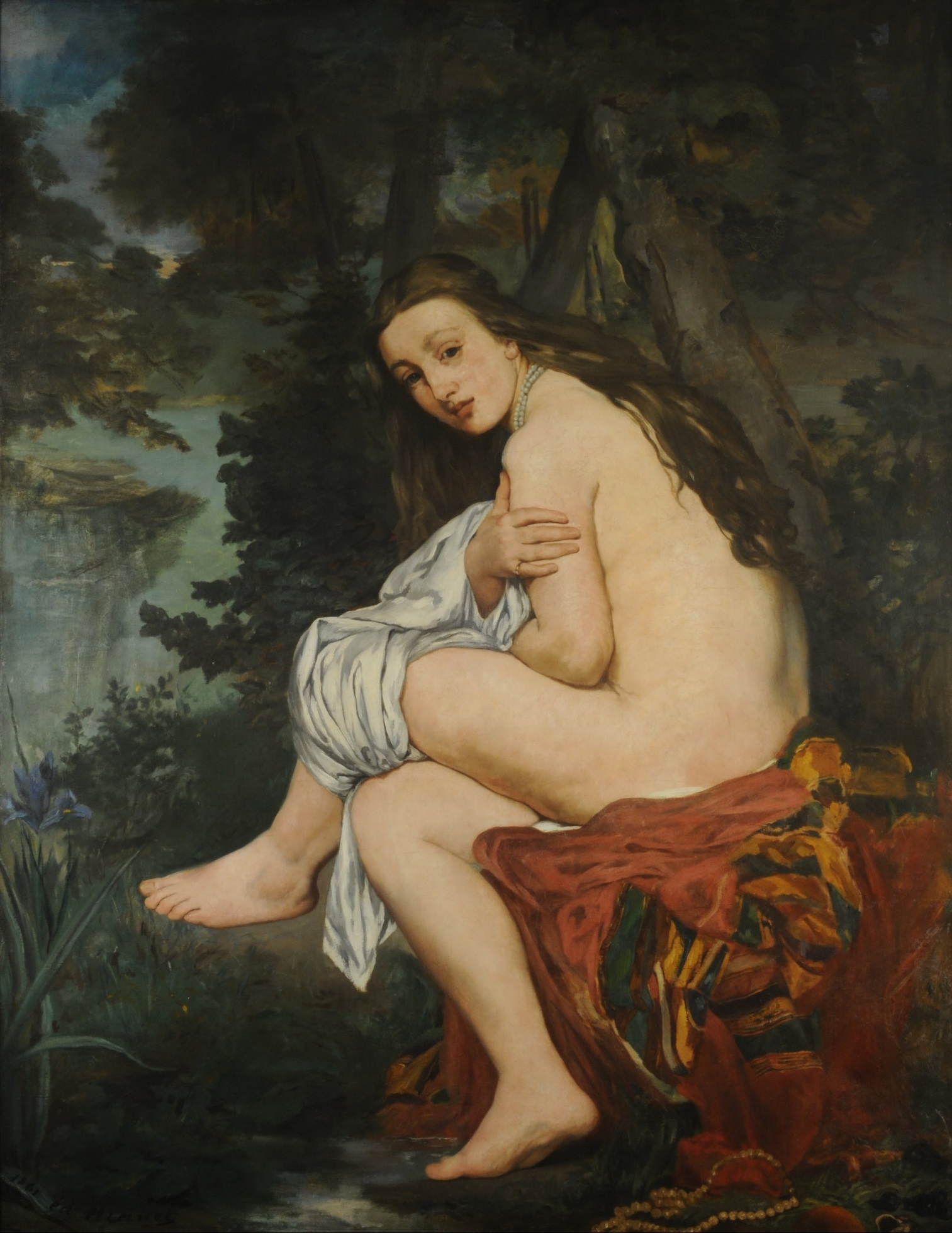
The Startled Nymph, 1861 Édouard Manet
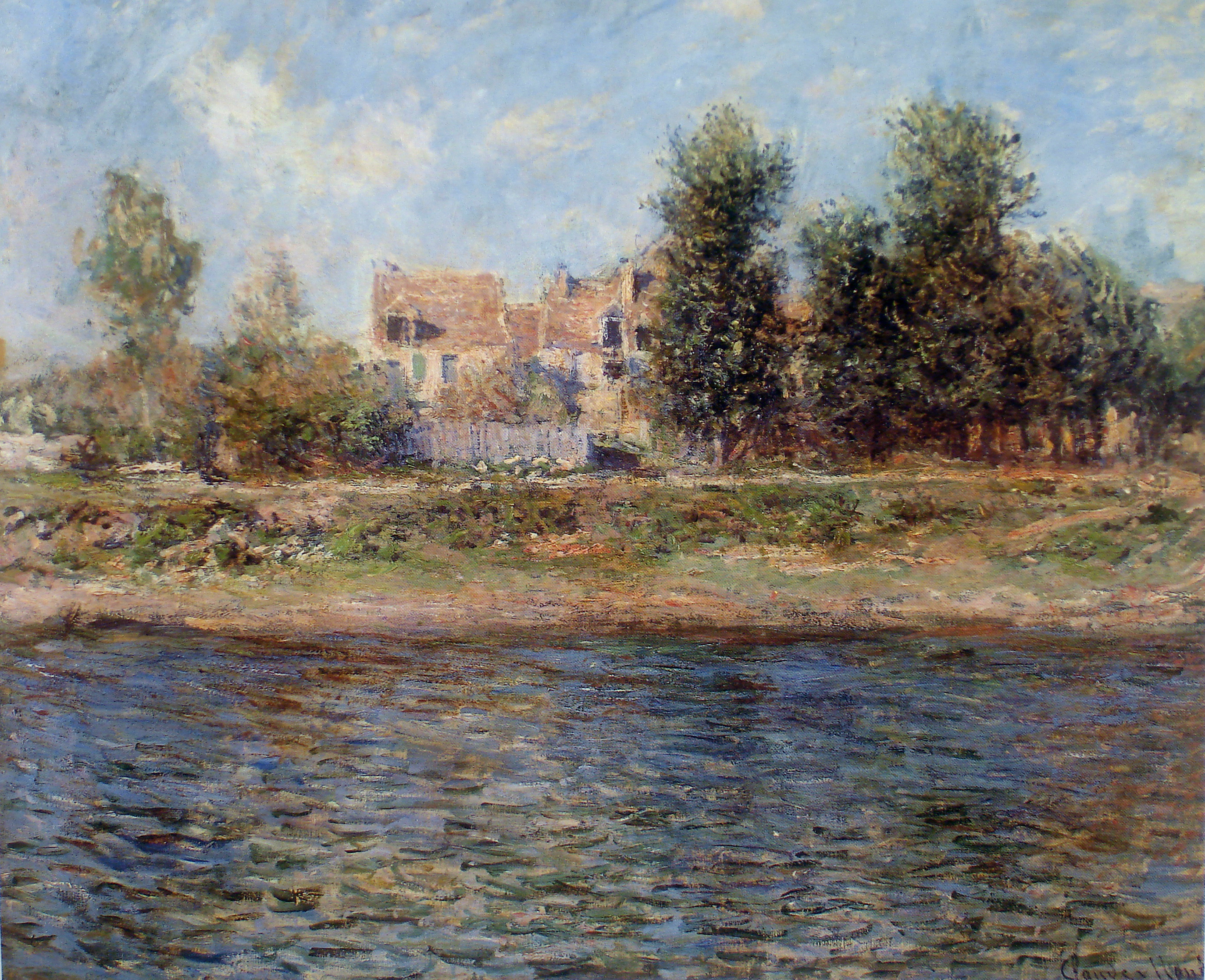
The Shores of the Seine, 1880 Claude Monet
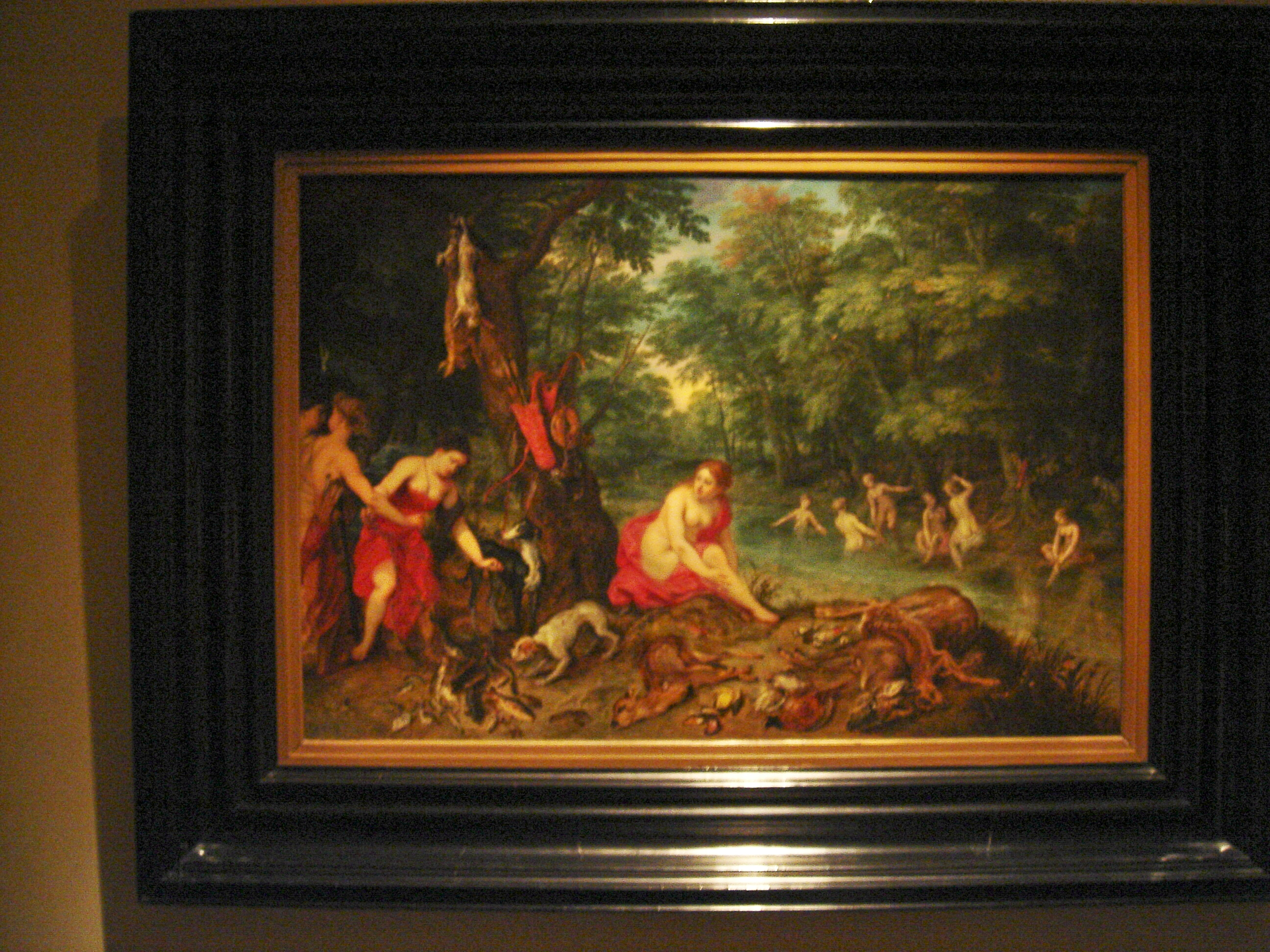
Nymphs Bathing, 1600 Hendrick van Balen i Jan Brueghel (starszy)
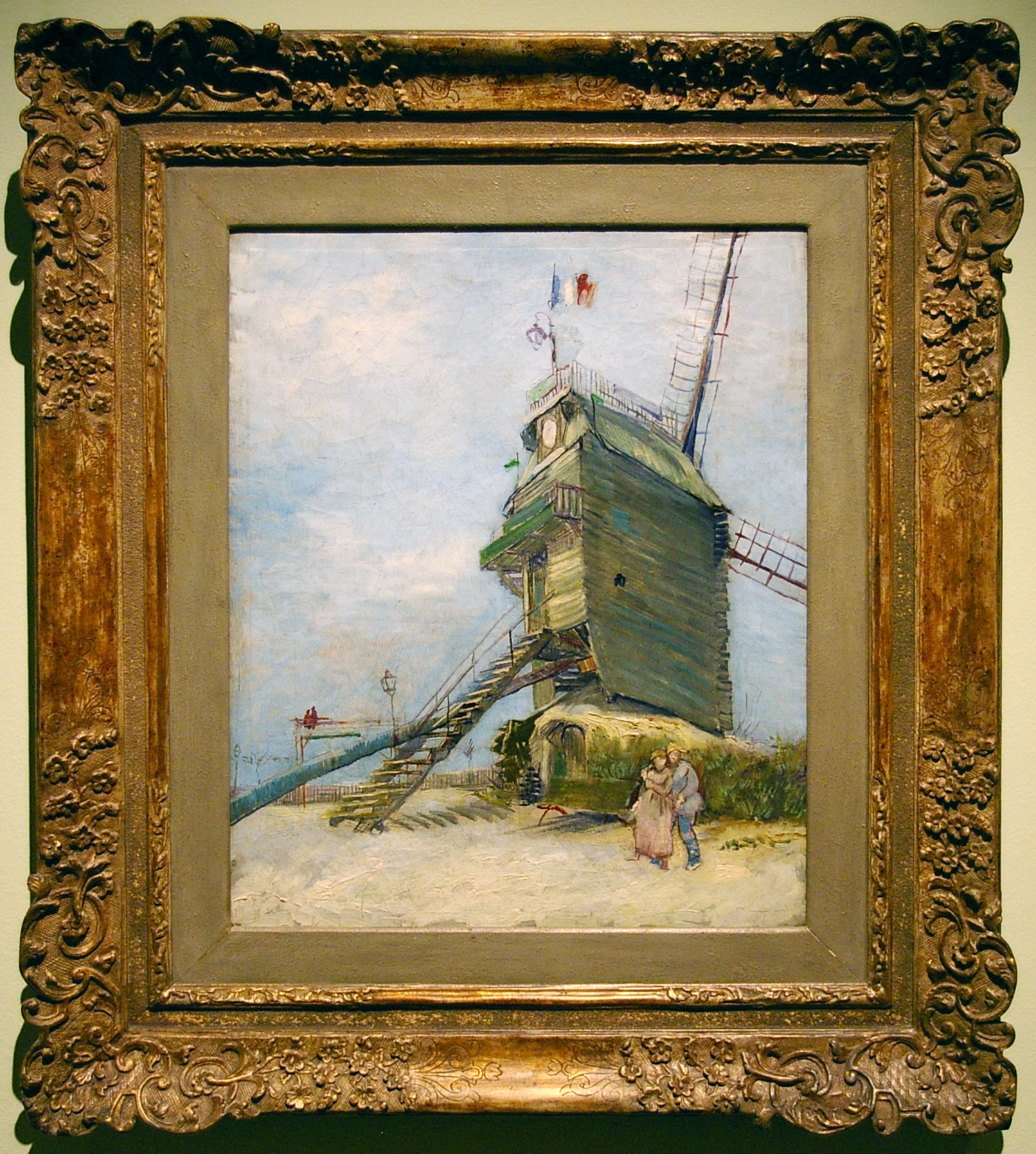
The Mill at la Galette, 1886 Vincent van Gogh
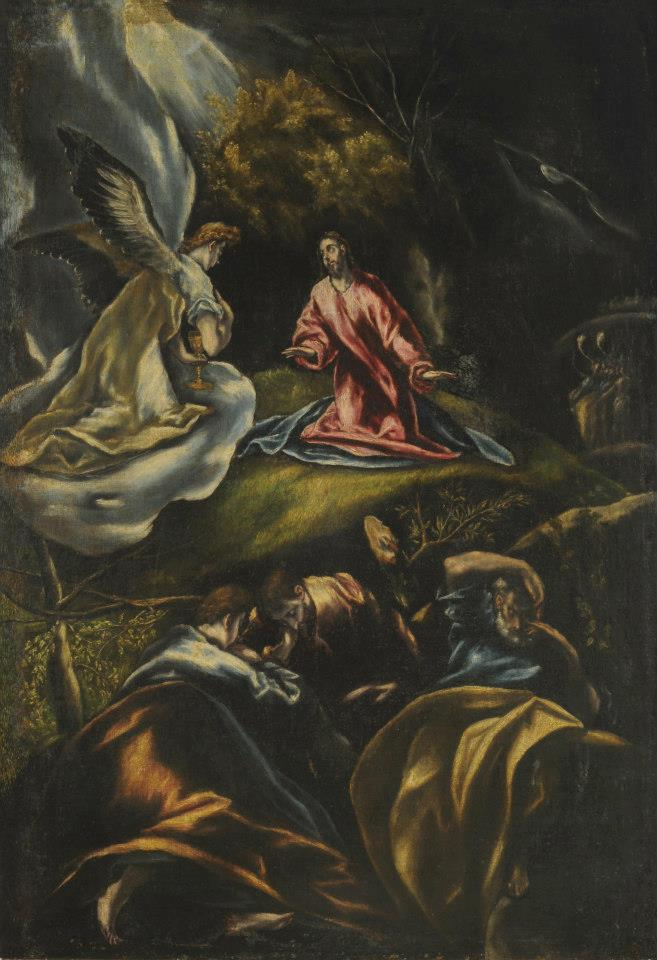
Chrystus w Ogrójcu, El Greco